# Улица Лётчика Ульянина
Улица Лётчика Ульянина — улица в поселении Внуковское (Москва, Новомосковский административный округ). Находится в микрорайоне Солнцево-парк. Имеет пересечения с улицей Лётчика Грицевца.

## Происхождение названия
Улица получила название 28 ноября 2014 года в честь Серге́я Алексе́евиа Улья́нина (13 [25] сентября 1871, Москва — 13 октября 1921, Лондон), российского авиаконструктора, воздухоплавателя, военного летчика. Инициатора практического применения аэрофотосъёмки в военном деле, создателя конструкции оригинального разборного самолёта.

## Транспорт

### Автобус
По улице следуют автобусы:
- 892 — до станции метро «Саларьево»

### Метро
Станция метро «Пыхтино» в районе пересечения Боровского шоссе и улицы Лётчика Грицевца.